# Hidroxietilamidon
Hidroxietilamidonul (abreviat HES, din engleză Hydroxyethyl starch, cu denumirea comercială Voluven) este un derivat de amidon neionic, fiind utilizat în tratamentul hipovolemiei determinate de pierderea acută de sânge. Calea de administrare disponibilă este cea intravenoasă.

## Utilizări medicale
Hidroxietilamidonul este utilizat ca înlocuitor de plasmă, pentru tratamentul hipovolemiei determinate de pierderea acută de sânge. Tratamentul este asociat cu creșterea riscului de afectare renală și chiar deces, la pacienții care sunt în stare critică sau care prezintă infecții sanguine severe.